# San Jorge (Ibiza)

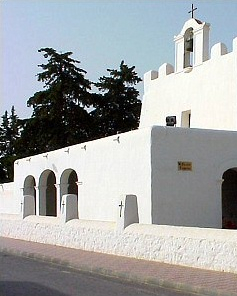
La iglesia, donde se aprecian muy bien las almenas.

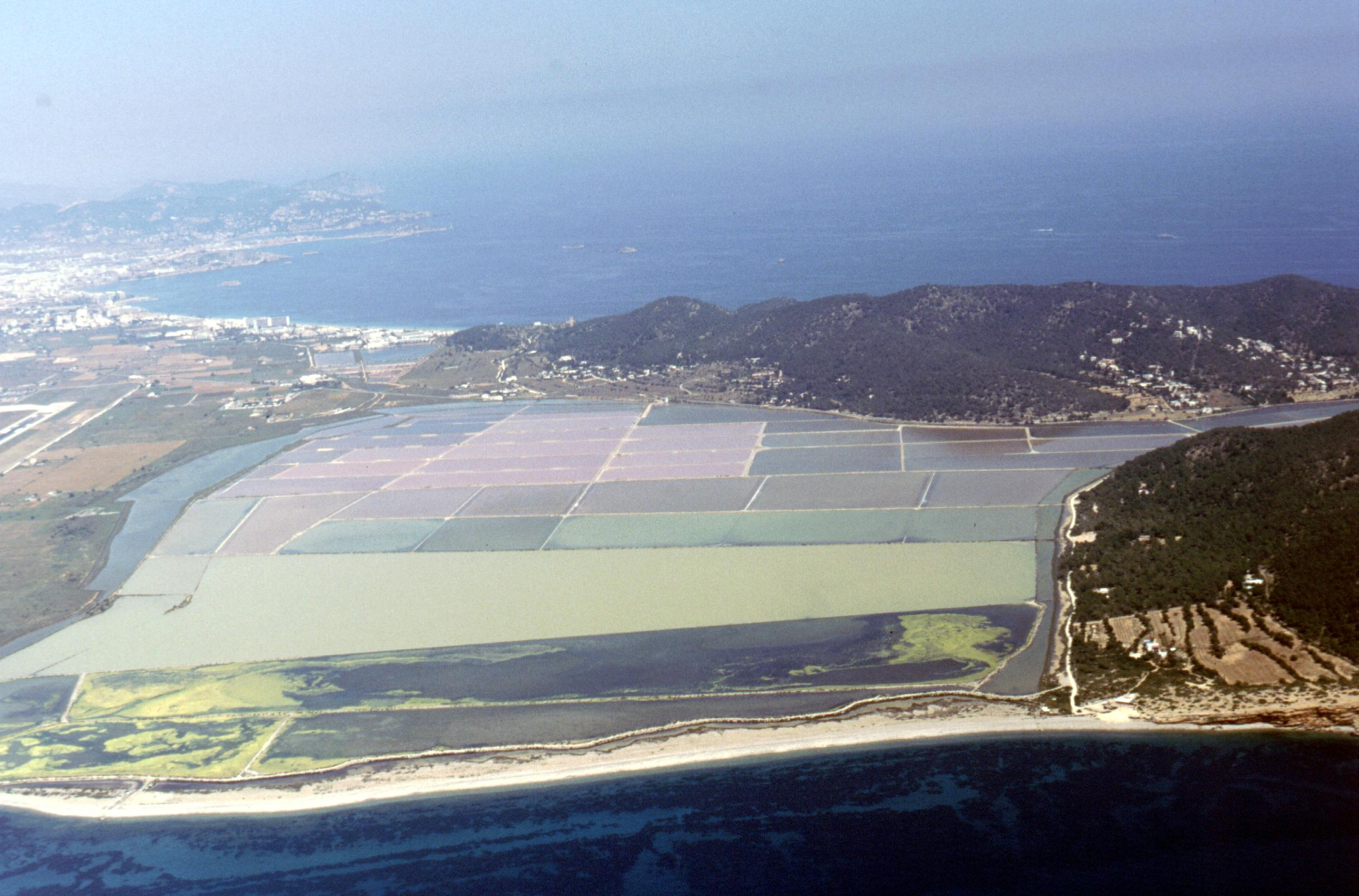
Foto aérea de ses Salines, en la que puede verse la zona de San Jorge

San Jorge, en ibicenco Sant Jordi de ses Salines, o San Jorge de las Salinas, es un pueblo y parroquia del municipio de San José, Ibiza. Tiene 10.288 habitantes (censo de 2022). Situado en las proximidades de la ciudad de Ibiza, al suroeste, cerca del aeropuerto y de la zona turística de la playa de Bossa. En las cercanías de la iglesia parroquial, dedicada a San Jorge, que data del siglo XIV, se ha ido formando un núcleo de población en expansión. La parroquia, erigida en 1785, pertenecía al cuartón de Ses Salines. Tradicionalmente el pueblo se encontraba dividido en tres grandes barrios: es Racó, Cas Costes y l'Horta. 
En el territorio de San Jorge de las Salinas se distinguen dos zonas claramente diferenciadas: por un lado, la extensa llanura que ocupa la parte central y meridional del pueblo, y por otra, el área montañosa situada en el extremo más septentrional .
Su clima es mediterráneo con tendencia a la aridez ya la irregularidad pluviométrica. La temperatura media anual se sitúa sobre los 18 °C y la precipitación en torno a los 400 mm. 
Cabe destacar su majestuosa iglesia fortificada, rodeada por un patio lleno de flores y palmeras. El templo nació como respuesta a las necesidades espirituales de las personas que trabajaban en las salinas, y se cree que existía antes de 1577. Los muros maestros son oblicuos y está coronado por almenas que subrayan su carácter de fortaleza. Allí se refugiaban sus vecinos cuando el pueblo era atacado por los piratas. Las capillas laterales se levantaron en el siglo XVIII, cuando el templo dejó de ser lugar de refugio.
Esta pequeña población del municipio de San José cuenta con un polígono industrial en expansión a escasos 500 metros. En los últimos años la población de San Jorge ha crecido y se ha extendido por diversas nuevas zonas residenciales. De camino al aeropuerto, hay un hipódromo. También se encuentra el restaurante más caro del mundo, el Sublimotion.